# فابريسيو دياز
فابريسيو دياز (بالإسبانية: Fabricio Díaz)‏ هو لاعب كرة قدم أوروغواياني، ولد في 3 فبراير 2003 في لا باز ‏ في الأوروغواي يلعب في نادي الغرافة القطري.

## وصلات خارجية
- فابريسيو دياز على موقع قاعدة بيانات كرة القدم.إي يو (الإنجليزية)
- فابريسيو دياز على موقع Soccerbase.com (لاعب) (الإنجليزية)
- فابريسيو دياز على موقع Soccerway.com (الإنجليزية)
- فابريسيو دياز على موقع عالم كرة القدم.نت (الإنجليزية)